# Ford Equator

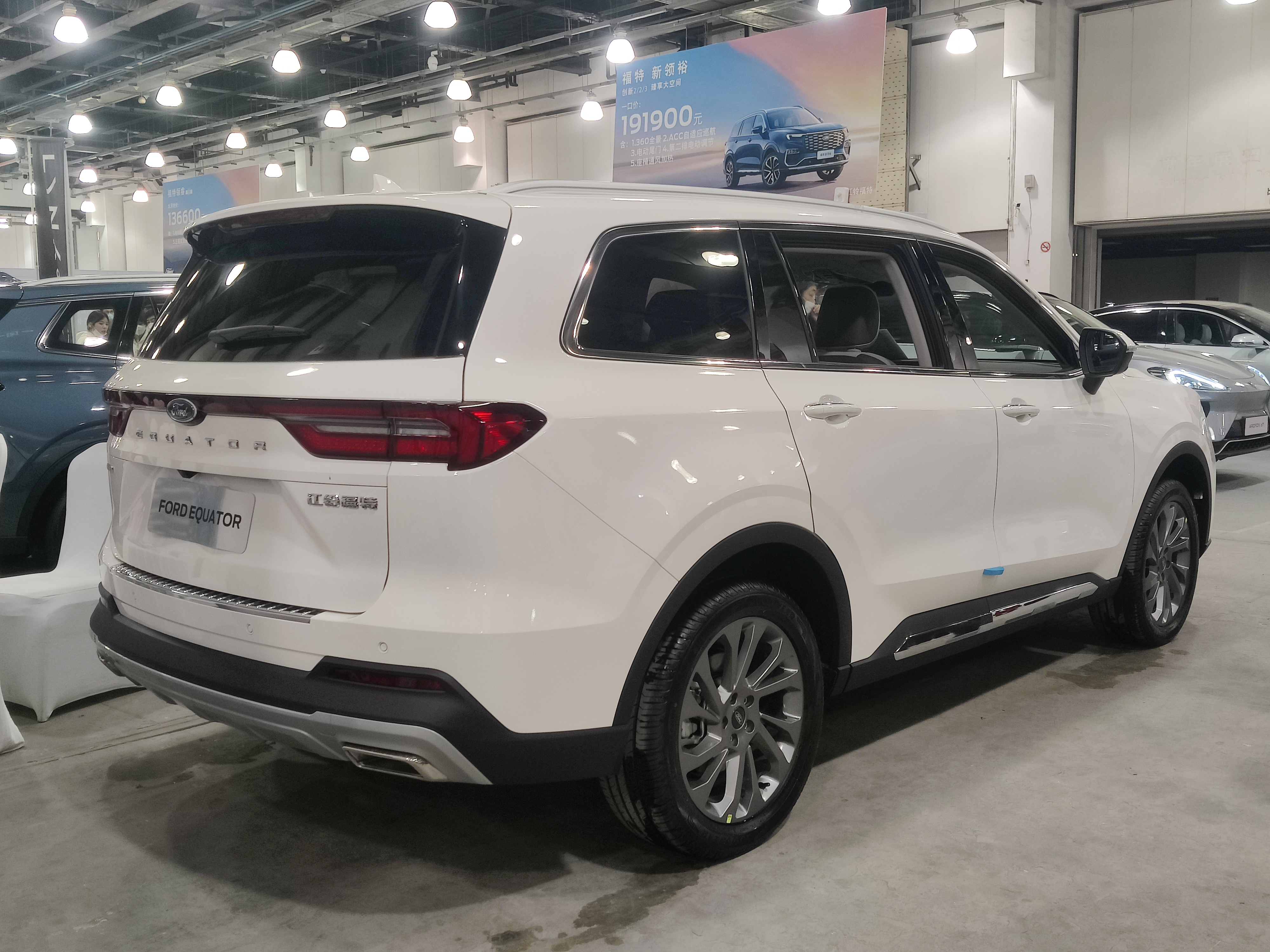
Вид сзади

Ford Equator (кит. 福特领裕; пиньинь Fútè Lǐngyù) — среднеразмерный кроссовер, выпускаемый совместным предприятием JMC-Ford с 2021 года.

## Описание
Ford Equator является трёхрядным кроссовером, который расположен в иерархии выше Ford Everest. Приборная панель оснащена парой 12,3-дюймовых сенсорных экранов, используемых для цифровой комбинации приборов и информационно-развлекательной системы Co-Pilot360.
Интерьер автомобиля украшен деревянными вставками и «поворотным» переключателем передач. Вместимость 6 мест.
Производство началось в первом квартале 2021 года.

## Технические характеристики
Ford Equator оснащён поперечно установленным 2,0-литровым двигателем EcoBoost с турбонаддувом мощностью 165 кВт (224 л. с.).

## Equator Sport/Territory
Equator Sport (кит. 领睿; пиньинь Lǐngruì) был представлен в ноябре 2021 года на автосалоне в Гуанчжоу. Он оснащён 1,5-литровым двигателем EcoBoost мощностью 125 кВт (168 л. с.). За пределами Китая автомобиль называется Ford Territory.

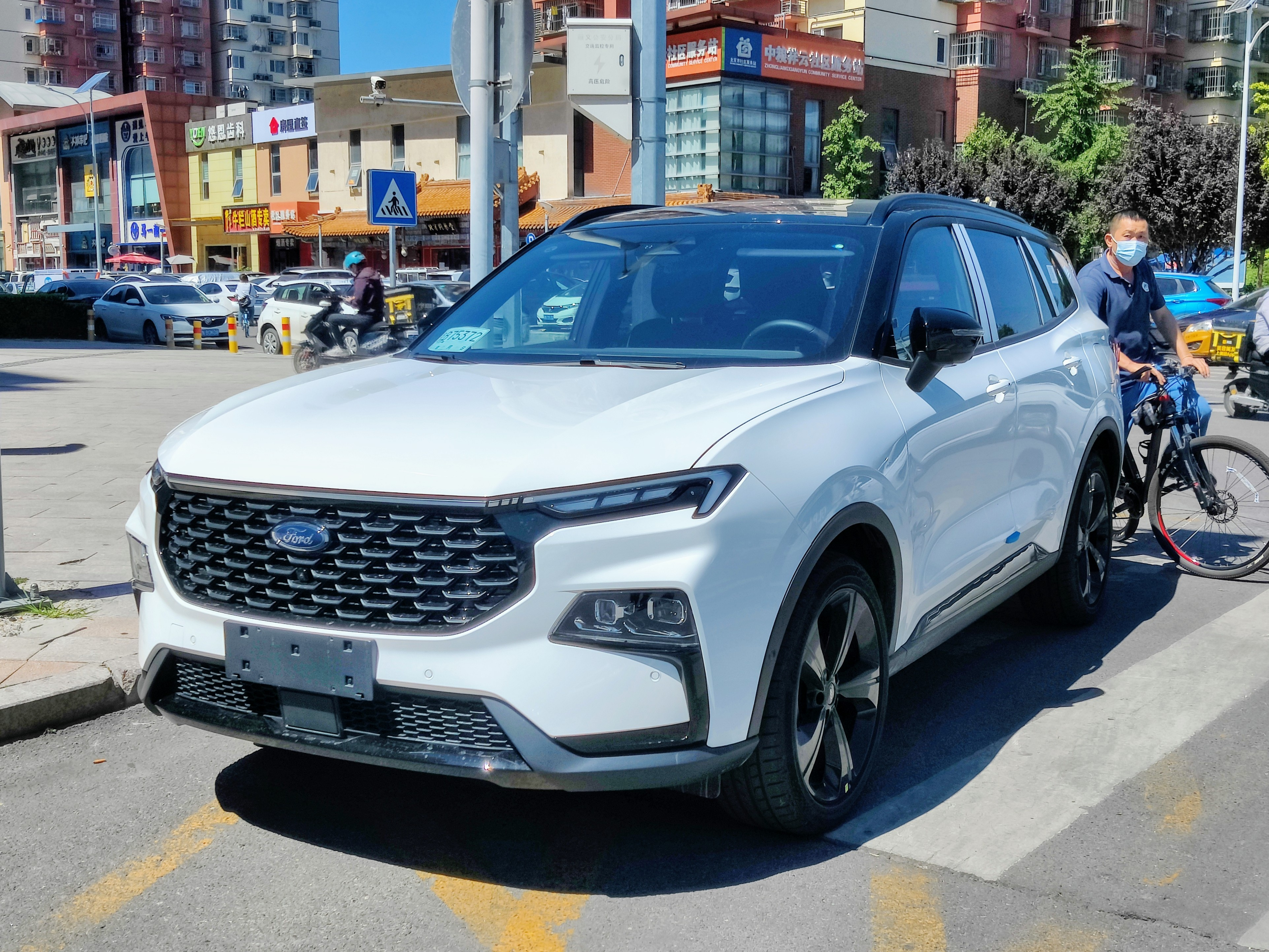
Ford Equator Sport
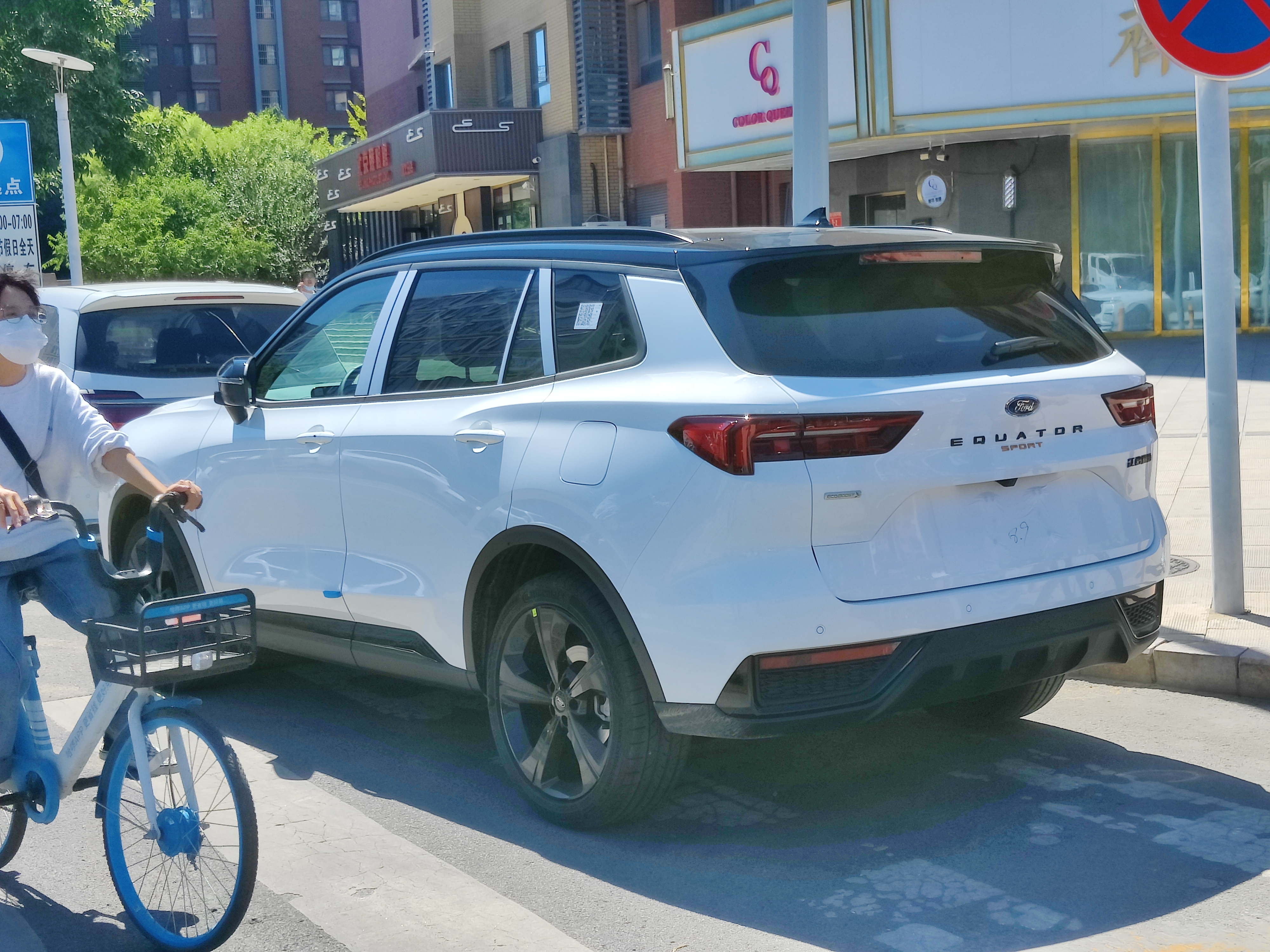
Ford Equator Sport
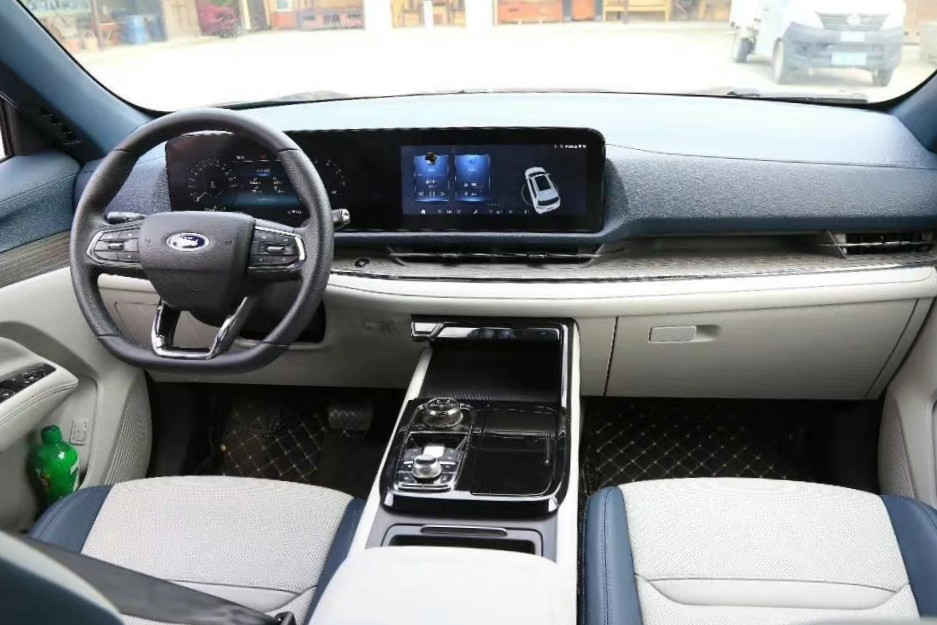
Интерьер

## Продажи
| Год  | Equator Sport/Territory |
| ---- | ----------------------- |
| 2022 | 2,457                   |